# Horace McCoy
Horace Stanley McCoy (Pegram, Tennessee, 14 de abril de 1897 - Beverly Hills, Condado de Los Ángeles, California, 15 de diciembre de 1955) fue un escritor estadounidense de novelas hard-boiled situadas en el periodo de la Gran Depresión. Su novela más conocida es They Shoot Horses, Don't They? (¿Acaso no matan a los caballos?, 1935), que dio origen a una película del mismo título (en España, Danzad, danzad, malditos, 1969).

## Biografía
Horace McCoy nació en Pegram (Tennessee) en 1897. Durante la Primera Guerra Mundial, McCoy sirvió en el Cuerpo Aéreo del Ejército de los Estados Unidos. Voló en varias misiones tras las líneas enemigas como bombardero y como fotógrafo de reconocimiento. Fue herido en combate y recibió la Croix de Guerre del gobierno de Francia por su heroísmo.
Entre 1919 y 1930 trabajó como periodista deportivo para el Dallas Journal en Texas, y a finales de los años 20 empezó a publicar historias del género pulp. Durante la Depresión, McCoy se trasladó a Los Ángeles en un intento por ser actor. Como tal trabajó en The Hollywood Handicap (1932). Uno de sus trabajos en Santa Mónica le proporcionó inspiración para una de sus obras más conocidas, They Shoot Horses, Don't They? (¿Acaso no matan a los caballos?), que narra un maratón de baile. Otras novelas con elementos autobiográficos son I should have stayed home (Luces de Hollywood), sobre un joven actor que intenta encontrar trabajo en el Hollywood de los años 30, y No pockets in a shroud, sobre un heroico y poco apreciado reportero.
McCoy publicó su novela negra Kiss Tomorrow Goodbye en 1948, y esta fue adaptada al cine en 1950 con el mismo título (en España, Corazón de hielo). El protagonista, el amoral Ralph Cotter fue interpretado por James Cagney en la versión cinematográfica. Además, McCoy escribió abundantes guiones para Hollywood: westerns, melodramas, todo tipo de películas para distintos estudios. Aunque gran parte de su obra de esta época no destaca en ningún aspecto, McCoy colaboró con algunos de los mejores directores del Hollywood de la época, como Henry Hathaway, Raoul Walsh o Nicholas Ray. También fue guionista -aunque no acreditado- de la película King Kong (1933).
McCoy murió en 1955 en Beverly Hills, a causa de un ataque al corazón.
- Datos: Q359226